# 오세형
오세형(1991년 12월 19일 ~ )은 대한민국의 뮤지컬 배우다.

## 방송
- 더블 캐스팅 (2020) - Top71

## 공연
- 가무극 조광조 (2018)
- 드라큘라 (2019)